# Spirostreptus semicinctus
Spirostreptus semicinctus är en mångfotingart som beskrevs av Henri W. Brölemann 1902. Spirostreptus semicinctus ingår i släktet Spirostreptus och familjen Spirostreptidae. Inga underarter finns listade i Catalogue of Life.